# The Diamond Foundation
The Diamond Foundation (en alemán: Die Diamantenstiftung) es una película muda de crimen alemana de 1917 dirigida por Johannes Guter y protagonizanda por Ernst Reicher, Marija Leiko y Frida Richard. Fue una de una larga serie de las películas que presentan al detective Stuart Webbs. Se estrenó en el Marmorhaus, en diciembre de 1917.
Los sets de la película fueron diseñados por el futuro director Manfred Noa. Fue rodada en el Weissensee Studios en Berlín.

## Reparto
- Ernst Reicher como Stuart Webbs
- Marija Leiko como Gräfin Witkowska
- Frida Richard
- Siegmund Aschenbach
- Erwin Botz
- Emil Helfer